# Cumming (métro de Santiago)
Pour les articles homonymes, voir Cumming.
Cumming est une station de la Ligne 5 du métro de Santiago, dans le commune de Santiago.

## La station
La station est ouverte depuis 2004.

## Origine étymologique
Le nom de cette station, car il est situé sous l'intersection de l'avenue Ricardo Cumming, qui dérive le nom de la station, à la rue Catedral, au cœur de Barrio Brasil.
Ricardo Cumming était un marchand anglais qui a avoué un complot visant à attaquer Valparaiso avec les flottes Congrès, pendant la guerre civile de 1891. Il a été abattu par les forces gouvernementales.